# Agnes Conway
Agnes Ethel Conway (1885-1950) fue una historiadora británica y arqueóloga que desarrolló su trabajo en Oriente Medio de 1929 a 1936. 

## Vida personal
Agnes Conway nació el 2 de mayo de 1885 en el seno del matrimonio de William Martin Conway y Katrina Conway (nacida Lombard). Contrajo matrimonio con George Horsfield el 29 de enero de 1932 en la catedral de San Jorge, Jerusalén.

## Carrera profesional
Cursó sus estudios en el Baker Street High School y el Kings College, antes de entrar en la Universidad de Newnham, Cambridge, en 1903. Estudió para el Tripos en Historia a la par que atendía tutorías de griego de la mano de Jane Ellen Harrison, entonces profesora en Arqueología Clásica en Newnham.
Agnes pasó ambas partes del Tripos en Historia en 1907, continuando con las tutorías de griego, con el objetivo de estudiar arqueología. Amplió y catalogó la colección de fotografías de su padre, trabajando junto a Eugenie Sellers Strong en la Escuela británica en Roma en 1912. Fue admitida en la Escuela británica en Atenas para el curso 1913/14, lo cual le permitió viajar por Grecia y los Balcanes en 1914 con Evelyn Radford, quién también había estudiado en Newnham. Conway publicó un informe sobre este viaje, titulado A Ride Through the Balkans: on Classic Ground with a Camera, en 1917.
De 1917 a 1929, Conway trabajó reuniendo material representativo del trabajo de las mujeres durante la Primera Guerra Mundial, como la silla del Women's Work Sub-Committee, del recién creado Museo Imperial de la Guerra, del que su padre, Martin Cornway, era director general. También atendió a clases en el Institute of Historical Research, donde estudió la relación de Enrique VII con Escocia e Irlanda, trabajo por el que obtuvo su licenciatura por la Universidad de Londres. Este proyecto supuso bastantes horas de trabajo en la Sala de Lectura del Museo Británico y la Oficina de Registros Pública.
Conway visitó Petra por primera vez en 1928, acompañando a amigos de familiares en un extenso viaje a través de Egipto, Palestina, Transjordania e Irak. Impactada por su belleza, volvió a Allington, con la intención de profundizar en su investigación y publicarla. Contactó con George Horsfield, Inspector Jefe de Antigüedades del Gobierno de Transjordania para descubrir más sobre el sitio; deviniendo parte de un equipo de arqueólogos, incluyendo Horsfield, Tawfiq Canaan, físico palestino, y el doctor Detlief Nielsen, de Copenhague, para explorar Petra en detalle en marzo de 1929. Conway ofreció conferencias sobre Petra en la Sociedad Geográfica Real en 1930. Mantuvo el contacto con Horsfield sobre los resultados de la excavación, y finalmente, acabaron contrayendo matrimonio.

## Publicaciones
- Children's Book of Art (1909) con su padre, Martin Conway

## Otras obras
- Conway, W. M. 1914. The Sport of Collecting. Londres: T. Fisher Unwin.
- Conway, Un. E. 1917. A ride through the Balkans: on classic ground with a camera. Londres: R. Scott.
- Horsfield, G.; Conway, A. (1930). «Historical and Topographical Notes on Edom: with an account of the first excavations at Petra». The Geographical Journal 76 (5): 369-390. doi:10.2307/1784200. (5): 369@–390. doi:10.2307/1784200.